# Chloriola
Chloriola is een geslacht van vlinders van de familie visstaartjes (Nolidae), uit de onderfamilie Chloephorinae.

## Soorten
- C. gratissima Walker, 1864